# 刘力司
刘力司（1990年9月4日—）是一位旅法华裔时尚设计师，毕业于法國ESMOD国际时装设计学院，2014年创立女装品牌——LIU LISI Paris。

## 生平
曾在巴黎举办过四场品牌时装发布会。
2014年—2016年，LIU LISI Paris参加了第67届、68届、69届戛纳国际电影节，三次电影节合作的艺人分别为法国演员奥丽莉亚·哈赞（Aurelia Khazan）、名模文森特·麦克·多姆以联合国教科文组织形象大使凡妮莎·麦德莉（Vanessa Modely）。

## 电视专访
2016年1月，接受法国国际广播电台专访。
2016年11月，接受RTL集团电视台专访。